# Alodia (imię)
Alodia – imię żeńskie, wywodzące się prawdopodobnie od frankońskiego al-ôd, co oznacza "dziedzictwo, pełne posiadanie". Imię to łączy się także ze średniowiecznym łacińskim wyrazem allodium, który oznaczał "majątek ziemski wolny od ciężarów i powinności lennych", a pochodzi również od tego samego wyrazu frankońskiego.
Alodia imieniny obchodzi:
- 22 października, jako wspomnienie św. Alodii wspominanej razem ze św. Nuniloną;

dodatkowo 3 maja, jako wspomnienie bł. Marii Leonii Paradis, której imiona chrzcielne to Alodia Wirginia.
Męski odpowiednik: Alodiusz.
Znane osoby noszące imię Alodia:
- Alodia Kawecka-Gryczowa, polska bibliotekarka, historyk kultury staropolskiej
- Élodie Bouchez, francuska aktorka filmowa i teatralna
- Élodie Thomis, francuska futbolistka, napastniczka, reprezentantka kraju
- Élodie Yung, francuska aktorka telewizyjna